# Csaa-holi járás

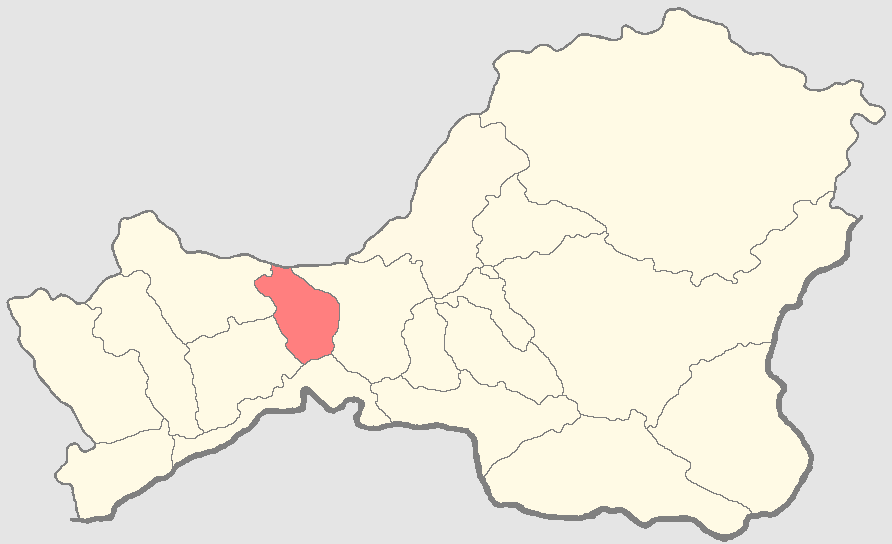
A Csaa-holi járás a Tuva Köztársaságban

A Csaa-holi járás (oroszul Чаа-Хольский кожуун, tuvai nyelven Чаа-Хөл кожуун) Oroszország egyik járása a Tuvai Köztársaságban. Székhelye Csaa-Hol.

## Népesség
- 2002-ben 6 532 lakosa volt.
- 2010-ben 6 037 lakosa volt.